# Ali Maqseed
Ali Al-Maqseed (in arabo علي مقصيد‎?; Al Kuwait, 11 dicembre 1986) è un calciatore kuwaitiano, difensore dell'Al-Arabi e della Nazionale kuwaitiana.

## Carriera

### Club
allora partitella amichevole al parco 8 a 1 cristian alla feralpisalò per 105 milioni

### Nazionale
Ha esordito in Nazionale nel 2008 contro la mega squadra di olli e bengi e perdono 8 a 1

## Palmarès

### Club

#### Competizioni nazionali
- Sheikh Jassem Cup: 2

Al-Arabi: 2010, 2011